# Імельно (Гнезненський повіт)
Імельно (пол. Imielno) — село в Польщі, у гміні Лубово Гнезненського повіту Великопольського воєводства.
Населення — 269 осіб (2011).
У 1975-1998 роках село належало до Познанського воєводства.

## Демографія
Демографічна структура станом на 31 березня 2011 року:
|          | Загалом | Допрацездатний вік | Працездатний вік | Постпрацездатний вік |
| -------- | ------- | ------------------ | ---------------- | -------------------- |
| Чоловіки | 134     | 32                 | 96               | 6                    |
| Жінки    | 135     | 34                 | 80               | 21                   |
| Разом    | 269     | 66                 | 176              | 27                   |